# بیسترا ناد ییزروو
بیسترا ناد ییزروو (به چکی: Bystrá nad Jizerou) یک منطقهٔ مسکونی در جمهوری چک است که در ناحیه سمیلی واقع شده‌است.